# Kogo Shūi
Das Kogo Shūi (jap. 古語拾遺, deutsch „Gesammelte Reste alter Geschichten“) ist eine historische Aufzeichnung des japanischen Inbe-Klan, welche in der frühen Heian-Periode (794–1185) geschrieben wurde. Es wurde 807 von Inbe no Hironari zusammengestellt, der dafür Material verwendete, welches vom Inbe-Klan mündlich über einige Generationen überliefert wurde.

## Hintergrund
Historisch betrachtet haben sowohl der Inbe- als auch der Nakatomi-Klan lange Zeit religiöse Dienste für den japanischen Hof geleistet. Zu Beginn der Heian-Zeit, gewann der Fujiwara-Klan, der aus dem Nakatomi-Klan hervorging, politische Macht. Dies stärkte den Nakatomi-Klan während der Inbe-Klan geschwächt wurde, was zu Konflikten zwischen den beiden Klans führte.
Hironari, dessen Lebensdaten unbekannt sind, schrieb diesen Text, um die Geschichte zu klären und sowohl die Ansprüche des Inbe-Klans zu legitimieren als auch die Ungerechtigkeit des Nakatomi-Klans und den Niedergang der Inbe darzulegen. Im Jahr 807 präsentierte er das Werk dem Kaiser Heizei.

## Inhalt
Der Text besteht aus drei Hauptabschnitten:
1. Die historischen Ereignisse des Klan-Vorfahren Amenofutodama no Mikoto und seinem Enkel Amamito no Mikoto.
2. Eine Beschreibung der nationalen Geschichte von Kaiser Jimmu bis Kaiser Temmu.
3. Elf Punkte der Unzufriedenheit mit dem Nakatomi-Klan und dem Niedergang des Inbe-Klans.

Die ersten beiden Abschnitte dienen als Beweis und Referenz, um den dritten und wichtigsten Abschnitt zu legitimieren.

## Wert
Die im Kogo Shūi beschriebenen historischen Ereignisse sind nahezu identisch mit jenen, die im Kojiki und Nihon Shoki zu finden sind, den beiden ältesten schriftlichen Historien Japans. Es sind jedoch einige Ereignisse einzig in diesem Text beschrieben, so dass das Kogo Shūi als eine verlässliche Quelle jener japanischen Geschichte dient, die nicht in den nationalen Historien gefunden werden kann.
Linguistisch betrachtet enthält der Text eine große Anzahl von alten Wörtern, die in Man’yōgana geschrieben sind, was ihn zu einer wertvollen Studienquelle des Altjapanischen macht.

## Weiterführende Literatur
- Karl Florenz: Kogo-shūi oder „Gesammelte Reste Alter Geschichten“. In: Die historischen Quellen der Shintō-Religion. Severus, Hamburg 2014, ISBN 978-3-95801-038-3, S. 413–470 (Nachdruck der Originalausgabe von 1919).
- Jun Kubota: Iwanami Nihon Koten Bungaku Jiten. Iwanami Shoten, 2007, ISBN 978-4-00-080310-6 (japanisch).
- Nihon Koten Bungaku Daijiten: Kan'yakuban. Iwanami Shoten, 1986, ISBN 4-00-080067-1 (japanisch).
- Kazutami Nishimiya: Kogo Shūi. Iwanami Shoten, 1985, ISBN 4-00-300351-9 (japanisch).
- Hisataka Omodaka: Jidaibetsu Kokugo Daijiten: Jōdaihen. Sanseidō, 1967, ISBN 4-385-13237-2 (japanisch).